# Rivière Chisasipis
Rivière Chisasipis är ett vattendrag i Kanada.   Det ligger i provinsen Québec, i den östra delen av landet, 1 000 km norr om huvudstaden Ottawa.
Runt Rivière Chisasipis är det mycket glesbefolkat, med 3 invånare per kvadratkilometer.